# Thomas Cook
Thomas Cook (Melbourne, Derbyshire, 22 de noviembre de 1808-Leicester, Leicestershire, 18 de julio de 1892) fue un misionero bautista y un empresario británico, conocido por ser la primera persona en crear un viaje organizado —en 1841 fletó un tren con un grupo de gente con destino a un congreso antialcohol en Loughborough—. A pesar de que ese primer viaje organizado no le proporcionó demasiado éxito económico, Cook vio en esa actividad un posible beneficio futuro, por lo que años más tarde se decidió a crear una agencia de viajes, Thomas Cook & Son, considerada la primera de la historia.
Con el correr de los años la agencia se convirtió en una de las más reconocidas a nivel mundial. 
El 23 de septiembre de 2019 se anunció la quiebra de la tan famosa agencia de viajes; a causa de este suceso, aproximadamente 600.000 pasajeros quedaron varados en distintas partes del mundo. El Reino Unido lanzó la operación de rescate reconocida como la más grande desde la Segunda Guerra Mundial para repatriar a los pasajeros afectados.

## Biografía

### Carrera
En 1828, se convirtió en misionero bautista hasta 1832.
En 1841 realizó un viaje organizado para más de 500 personas a Leicester con motivo de un congreso antialcohol.  Fue un empresario inglés que transformó la producción artesanal de turismo en una moderna empresa mercantil a la que dio su nombre en 1845 como consecuencia de la idea que se le ocurrió mientras viajaba en ferrocarril como militante de una asociación antialcohólica de la que era socio fundador, y está considerado como el primer agente de viajes del mundo.
En 1851 organizó un viaje para 165 000 personas a la Exposición Universal de Londres y en 1855 a la de París. Puso de moda Suiza por su naturaleza, sus características adecuadas para el descanso y la salud. Tras el éxito conseguido, en 1865 trasladó la sede social de la empresa de Harborough a Londres. En 1866 viajó a Estados Unidos para concertar los servicios de diferentes compañías ferroviarias para producir turismo con servicios incentivadores y facilitadores estadounidenses. Más tarde abrió sucursales de la empresa en las ciudades estadounidenses que le interesaban como abastecedoras. En 1868 consiguió la exclusiva para explotar el tráfico de pasajeros del continente europeo por la ruta de Harwich. Con este motivo viajó a los Países Bajos, Bélgica y Alemania con el fin de concertar el abastecimiento de servicios de transporte con diversas compañías ferroviarias. Uno de sus más destacados logros fue conseguir una nueva exclusiva para explotar el tráfico de pasajeros por la ruta del puerto de Brennero a Bríndisi. Durante la guerra franco-prusiana, la ruta solo estuvo abierta para servir a la producción de turismo de la empresa de Cook.
No solo fundó la primera agencia de viajes, sino que también introdujo innovaciones que transformaron la industria turística. En 1874, creó los "travellers cheques" o cheques de viajero, que permitían a los turistas obtener moneda local sin necesidad de llevar grandes sumas de efectivo, facilitando así los pagos en el extranjero.
Además, fue pionero en la organización de viajes en grupo y en la negociación con empresas ferroviarias para transportar turistas entre diferentes países europeos, ampliando las posibilidades de viaje para muchas personas.
Murió a los 83 años.